# Bridgeport (Chicago)
Pour les articles homonymes, voir Bridgeport.

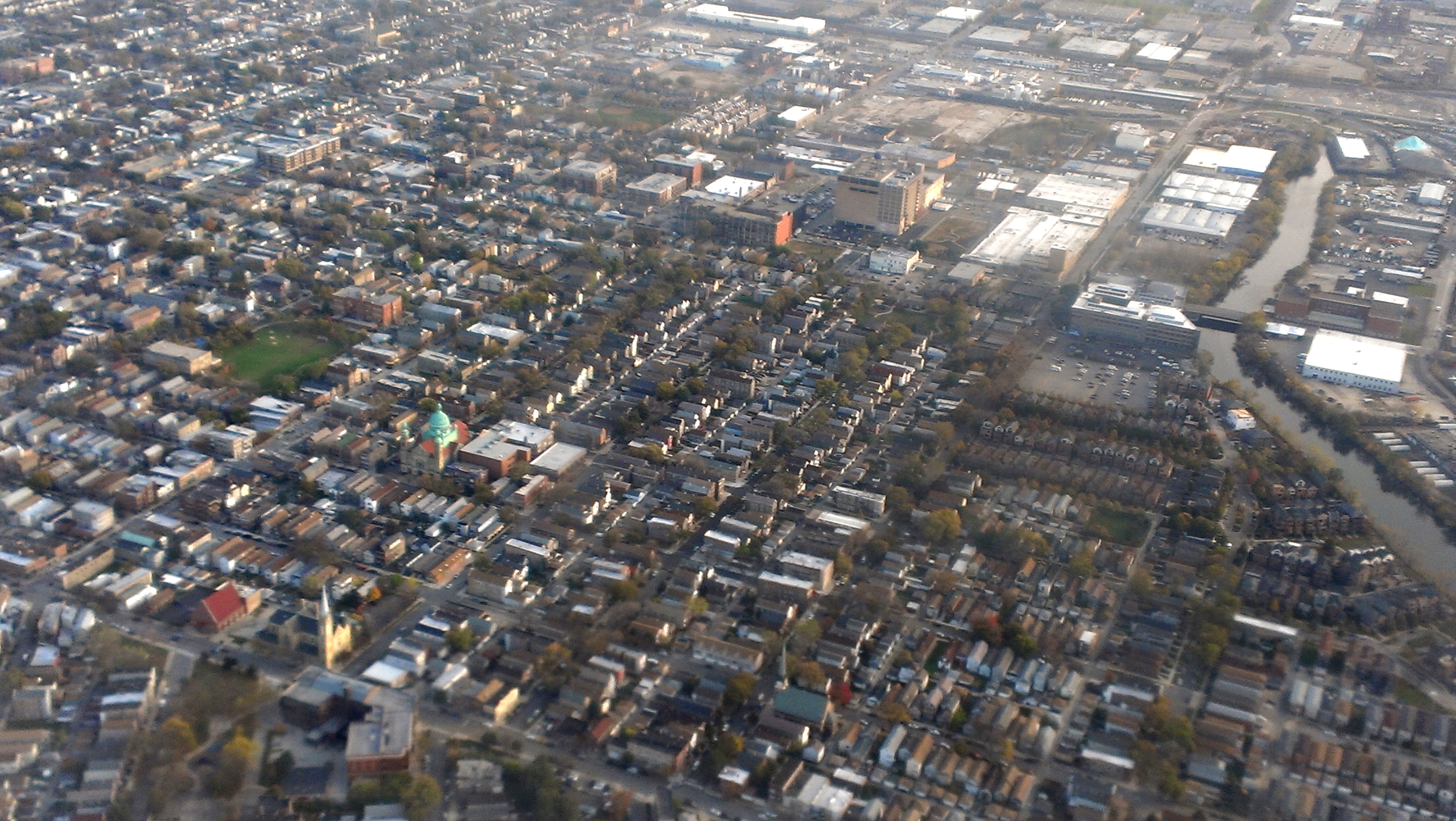
Vue générale de Bridgeport.

Situation de Bridgeport dans la ville de Chicago.

Bridgeport est l'un des 77 secteurs communautaires de la ville de Chicago aux États-Unis. Historiquement, et de nos jours encore, il est le quartier irlandais de la ville où s'installèrent nombre d'immigrants venus d'Irlande au début des années 1830. Ces mêmes immigrants qui travaillèrent à la construction du canal Érié (1817) et vinrent plus tard à Chicago pour construire le canal Illinois et Michigan (1836). À cause d'une mauvaise planification budgétaire du projet, l'État de l'Illinois, plutôt que de payer ces travailleurs en dollars, commença par leur offrir des certificats de propriété (comparables à la monnaie de nécessité). De nombreux travailleurs irlandais ayant reçu ces certificats les échangèrent contre des terrains proches de l'extrémité nord du canal, là où il rejoint le bras sud de la rivière Chicago, qui était alors proche de l'actuel Bridgeport et se nommait Hardscrabble. Richard M. Daley, maire de Chicago de 1989 à 2011, a grandi dans le secteur de Bridgeport.

## Histoire

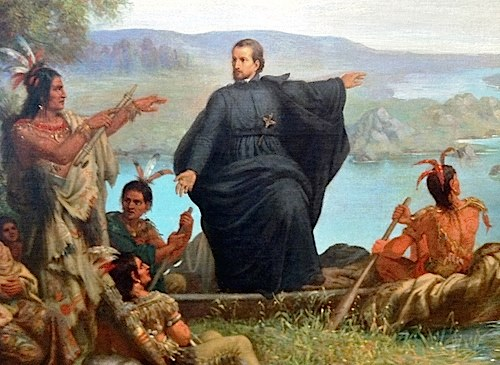
En 1673, le père Marquette passe par ce lieu qui deviendra Bridgeport.

Si la construction du canal Illinois et Michigan marque le début de l'histoire de Bridgeport, ce lieu était déjà fréquenté par les Nord-Amérindiens, il était l'aboutissement du portage connu sous le nom de Portage de Chécagou ou Portage des chênes par les premiers explorateurs français. Jacques Marquette et Louis Jolliet passèrent, par exemple, par ce portage en 1673. Le lieu fut du reste sous souveraineté française jusqu'en 1763, même si après 1720, elle était en fait contrôlée par les tribus indiennes. De 1763 à 1783, le portage passe en mains britanniques qui affirment leur présence militaire sur la région des Grands Lacs jusqu'en 1795. Ce n'est qu'en 1803 que les Américains prirent possession des lieux, en construisant le Fort Dearborn.
C'est ensuite des fermiers dont un certain Charles Lee qui s'installent jusqu'au massacre de Fort Dearborn perpétré par des guerriers Potawatomis en août 1812. Les colons ne reviendront qu'avec les troupes fédérales en 1816. L'ancienne Lee's Place devient alors Hardscrabble un haut lieu de la traite des fourrures et un trading post, jusque vers 1832. Les immigrés irlandais travaillant aux abattoirs se regroupent dans différentes paroisses dont la paroisse de la Nativité, formée en 1868 avant le Grand incendie de Chicago.
Les quartiers Sud accueillent dans la seconde moitié du XIXe siècle nombre d'immigrés polonais, irlandais, italiens et lituaniens travaillant dans les Union Stock Yards (abattoirs de la ville). Ils se regroupent en plusieurs paroisses, dont celle de l'église Notre-Dame-du-Perpétuel-Secours.